# Кировское (Кировский район)
Ки́ровское (до 1945 года Ислам-Тере́к; укр. Кіровське, крымскотат. İslâm Terek, Ислям Терек) — посёлок городского типа на востоке Крыма. Центр Кировского района республики. Образует Кировское сельское поселение (согласно административно-территориальному делению Украины — Кировский поссовет) как единственный населённый пункт в его составе.
Расположен в восточной степной части Крымского полуострова, в 121 км от республиканской столицы города Симферополя, и в 20 км от федеральной автодороги А-291 «Таврида». Через посёлок проходит одноколейная железнодорожная линия Джанкой — Керчь, на которой расположена станция Кировская. Есть автостанция, организованно автобусное сообщение с городами Феодосия, Джанкой, Керчь, Симферополь, Севастополь, Херсон и населенными пунктами Кировского района. Территория 599 га.

## История
Первое документальное упоминание села встречается в Камеральном Описании Крыма… 1784 года, судя по которому, в последний период Крымского ханства Барак входил в Старо-Крымский кадылык Кефинского каймаканства. После присоединения Крыма к России (8) 19 апреля 1783 года, (8) 19 февраля 1784 года, именным указом Екатерины II сенату, на территории бывшего Крымского Ханства была образована Таврическая область и деревня была приписана к Левкопольскому, а после ликвидации в 1787 году Левкопольского — к Феодосийскому уезду Таврической области. После Павловских реформ, с 1796 по 1802 год, входила в Акмечетский уезд Новороссийской губернии. По новому административному делению, после создания 8 (20) октября 1802 года Таврической губернии, Ислям-Терек был включён в состав Парпачской волости Феодосийского уезда.
По Ведомости о числе селений, названиях оных, в них дворов… состоящих в Феодосийском уезде от 14 октября 1805 года, в деревне Елаен-Терек числилось 25 дворов и 124 жителя, земля принадлежала генералу Неранжичу. На военно-топографической карте генерал-майора Мухина 1817 года обозначены деревни Ислям-Терек и Узун-Ислям-Терек с 25 дворами в обеих. После реформы волостного деления 1829 года Ислям-Терек, согласно «Ведомости о казённых волостях Таврической губернии 1829 года», отнесли к Агерманской волости (переименованной из Парпачской). Затем, видимо, вследствие эмиграции крымских татар в Турцию, деревня опустела и на карте 1842 года Биюк-Ислям-Терек и Кучук-Ислям-Терек обозначены условным знаком «малая деревня», то есть, менее 5 дворов.
На месте селений, в 1849 году, согласно энциклопедическому словарю «Немцы России», крымскими немцами лютеранами, на 1446 десятинах земли, был основан Нейдорф, в которой к 1859 году было 15 дворов и 6510 десятин
В 1860-х годах, после земской реформы Александра II, деревню приписали к Арма-Элинской волости. Согласно «Списку населённых мест Таврической губернии по сведениям 1864 года», составленному по результатам VIII ревизии 1864 года, Нейдорф (он же Ислям-Терек) — немецкая колония ведомства попечительского комитета, с 20 дворами, 131 жителем и лютеранским молитвеным домом, при источнике Субаш. По обследованиям профессора А. Н. Козловского начала 1860-х годов, в селении «имелось достаточное количество пресной воды» из колодцев глубиною не более 1,5 сажени (менее 3 м). На трёхверстовой карте Шуберта 1865—1876 года в колонии Нейдорф обозначено 22 двора.
4 июня 1871 года были высочайше утверждены Правила об устройстве поселян-собственников (бывших колонистов)…, согласно которым образовывалась немецкая Цюрихтальская волость и Нейдорф включили в её состав. В 1881 году в Нейдорфе была открыта начальная немецкая школа (со сроком обучения 7 лет). Преподавались Закон Божий, немецкий и русский языки, арифметика, география, чистописание, черчение, пение. В 1891 году в школе обучалось по 19 мальчиков и девочек.На 1886 год в немецкой колонии Нейдорф (он же Ислям-Терек), согласно справочнику «Волости и важнѣйшія селенія Европейской Россіи», проживало 148 человек в 23 домохозяйствах, действовали молитвенный дом, школа и лавка. По «Памятной книге Таврической губернии 1889 года», по результатам Х ревизии 1887 года, в деревне Нейдорф числилось 37 дворов и 209 жителей. Согласно энциклопедия «Немцы России» в дальнейшем селение вновь называлось Ислям-Терек.
После земской реформы 1890-х годов деревню вновь приписали к Владиславской волости. По «…Памятной книжке Таврической губернии на 1892 год» в деревне Ислям-Терек, входившей в Ислям-Терекское сельское общество, числилось 23 двора и 136 жителей. По «…Памятной книжке Таврической губернии на 1902 год» в деревне Ислям-Терек числилось 128 жителей в 25 домохозяйствах. В 1905 году население было 172 человека и в 1911-м — 140. По Статистическому справочнику Таврической губернии. Ч.II-я. Статистический очерк, выпуск пятый Феодосийский уезд, 1915 год, в деревне Ислям-Терек Владиславской волости Феодосийского уезда числилось 29 дворов с немецким населением в количестве 90 человек приписных жителей и 122 — «посторонних» (в 1918—137).
После установления в Крыму Советской власти, по постановлению Крымревкома от 8 января 1921 года была упразднена волостная система и село вошло в состав вновь созданного Владиславовского района Феодосийского уезда, а в 1922 году уезды получили название округов. 11 октября 1923 года, согласно постановлению ВЦИК, в административное деление Крымской АССР были внесены изменения, в результате которых округа ликвидировались и Владиславовский район стал самостоятельной административной единицей. Декретом ВЦИК от 4 сентября 1924 года «Об упразднении некоторых районов Автономной Крымской С. С. Р.» Владиславовский район в октябре 1924 года был преобразован в Феодосийский и село включили в его состав. В 1925 году был образован Ислям-Терекский сельский совет. Согласно Списку населённых пунктов Крымской АССР по Всесоюзной переписи 17 декабря 1926 года, в селе Ислям-Терек, центре Ислям-Терекского сельсовета Феодосийского района, числилось 86 дворов, из них 71 крестьянских, население составляло 376 человек, из них 263 немца, 29 болгар, 14 русских, 7 татар, 1 армянин, действовала немецкая школа I ступени. Постановлением ВЦИК «О реорганизации сети районов Крымской АССР» от 30 октября 1930 года из Феодосийского района был выделен (воссоздан) Старо-Крымский район (по другим сведениям 15 сентября 1931 года) и село включили в его состав, а в 1935 году Ислям-Терек определён центром Кировского района. Вскоре после начала Великой Отечественной войны, 18 августа 1941 года крымские немцы были выселены, сначала в Ставропольский край, а затем в Сибирь и северный Казахстан. Указом Президиума Верховного Совета РСФСР от 21 августа 1945 года Ислам-Терек был переименован в Кировское. С 25 июня 1946 года Кировское в составе Крымской области РСФСР. 26 апреля 1954 года Крымская область была передана из состава РСФСР в состав УССР. С 1957 года Кировское — посёлок городского типа. Указом Президиума Верховного Совета УССР «Об укрупнении сельских районов Крымской области», от 30 декабря 1962 года Кировский район был упразднён и Кировское присоединили к Нижнегорскому. 1 января 1965 года, указом Президиума ВС УССР «О внесении изменений в административное районирование УССР — по Крымской области», район восстановили. С 12 февраля 1991 года посёлок в восстановленной Крымской АССР, 26 февраля 1992 года переименованной в Автономную Республику Крым.
12 мая 2016 года парламент Украины принял постановление о переименовании посёлка в Ислям-Терек (укр. Іслям-Терек), в соответствии с законами о декоммунизации, однако данное решение не вступает в силу до «возвращения Крыма под общую юрисдикцию Украины».

## Население
- 1926 год — 376 чел. (268 немцев, 60 русских, 14 украинцев, 7 крымских татар).
- 1989 год — 7 642 чел.

| 1959  | 1959  | 1970  | 1979  | 1989  | 2001  | 2009  | 2010  | 2011  |
| ----- | ----- | ----- | ----- | ----- | ----- | ----- | ----- | ----- |
| 5497  | ↘1892 | ↗5630 | ↗6708 | ↗7627 | ↘7465 | ↘7056 | ↘7048 | ↘7024 |
| 2012  | 2013  | 2014  | 2015  | 2016  | 2017  | 2018  | 2019  | 2020  |
| ↗7064 | ↗7067 | ↘6883 | ↗6925 | ↗6962 | ↘6943 | ↗6976 | ↗6983 | ↘6974 |
| 2021  |       |       |       |       |       |       |       |       |
| ↘6502 |       |       |       |       |       |       |       |       |

## Экономика
Основу народнохозяйственного комплекса посёлка составляют промышленность, капитальное строительство, транспорт, учреждения культурно-бытового обслуживания. Промышленность посёлка представлена такими предприятиями: ОАТП «Кировское ремонтно-транспортное предприятие» (машиностроение и металлообработка, в данное время оно уже не существует), хлебокомбинат Кировского райпотребсоюза (в данное время он уже не существует), типография, ОАТП «Кировский комбикормовый завод» (в данное время он уже не существует). Жилое и культурно-бытовое строительство осуществляют хозрасчетный участок № 17 «Крымагрострой» (в данное время он уже не существует) и ПМК-57 «Крымагрострой-2» (в данное время он уже не существует).
Также присутствуют отделения крупных российских банков: Генбанк, РНКБ, Черноморский банк. Имеется районное отделение почты и районный телефонный узел, также существует крупный элеватор и железнодорожная станция (товарная и пассажирская).

## Социальная сфера
Функционирует: школа МБОУ «Кировская ОШ № 1», МБОУ «Кировская школа-гимназия № 2», ДОУ «Росинка № 13», ДОУ «Орлёнок», центр детского творчества, центральная районная больница с поликлиникой, Дом культуры, кинотеатр, центральная районная библиотека, детская библиотека, музыкальная школа, магазины разной формы собственности, 9 коллективов художественной самодеятельности, детско-юношеская спортивная школа, гостиница, отделение Генбанка, РНКБ. Есть православный храм, мечеть. Одна из улиц названа в честь Героя Советского Союза И. М. Красносельского, который до войны работал шофёром местной МТС.
К югу, приблизительно в 8 км, находится испытательный центр Кировское филиал 929 ГЛИЦ ВКС России (при Украине — 168-й лётно-испытательный комплекс воздушных сил Украины), способный принимать все типы самолётов.